# Wiley Series in Probability and Statistics
Wiley Series in Probability and Statistics (ISSN 1940-6347) ist eine Reihe von Lehrbüchern und wissenschaftlichen Monographien des Wiley Verlags, gegründet von Walter A. Shewhart and Samuel S. Wilks. Die Reihe erschien zunächst unter dem Titel Wiley Series in Probability and Mathematical Statistics. Die Buchreihe umfasst Spezialliteratur in reiner und angewandter Stochastik (Wahrscheinlichkeitsrechnung bzw. Wahrscheinlichkeitstheorie) und (mathematischer) Statistik. Die erste Monographie erschien 1970.

## Themenbereiche
Einige der Fachthemen sind z. B. Regressionsanalyse, Varianzanalyse, Monte Carlo Methode, Statistische Inferenz, Markow-Ketten, Ausgleichungsrechnung, Bayessche Statistik, Stichprobenmittel usw.

### Aufteilung
Die Serie ist aufgeteilt in die Bereiche Probability and Mathematical Statistics, Applied Probability and Statistics und Tracts on Probability and Statistics.

## Herausgeber (2023)
- David J. Balding
- Noel A. C. Cressie
- Garrett M. Fitzmaurice
- Geov H. Givens
- Geert Molenberghs
- David W. Scott
- Adrian F. M. Smith
- Ruey S. Tsay

### Ehemalige Herausgeber
- Vic Barnett
- Harvey Goldstein
- J. Stuart Hunter
- Iain M. Johnstone
- Joseph B. Kadane
- David G. Kendall
- Jozef L. Teugels
- Sanford Weisberg

## Verzeichnis der Titel (Beispiele)
Die Serie ist nicht nummeriert. Es werden noch über 340 Buchtitel aus der Serie angeboten (Stand 2023). Diese Titel können über die Produktseite eingesehen werden. Einige Beispiele sind hier aufgeführt. 

### Veröffentlichungen 2022
- Jacobo Uña‐Álvarez, Carla Moreira, Rosa M. Crujeiras: The Statistical Analysis of Doubly Truncated Data: With Applications in R (= Wiley Series in Probability and Statistics). John Wiley & Sons, 2022, ISBN 978-1-119-95137-7, doi:10.1002/9781119500469.
- Paul Kvam, Brani Vidakovic, Seong-Joon Kim: Nonparametric Statistics with Applications to Science and Engineering with R (= Wiley Series in Probability and Statistics). 2. Auflage. John Wiley & Sons, 2022, ISBN 978-1-119-26817-8, doi:10.1002/9781119268178.
- Kanti Mardia, John Kent: Spatial Analysis (= Wiley Series in Probability and Statistics). John Wiley & Sons, 2022, ISBN 978-1-118-76355-1, doi:10.1002/9781118763551.
- Stephen J. Mildenhall, John A. Major: Pricing Insurance Risk: Theory and Practice (= Wiley Series in Probability and Statistics). John Wiley & Sons, 2022, ISBN 978-1-119-75567-8, doi:10.1002/9781119756538.
- Douglas Montgomery, Steven Rigdon, Rong Pan, Laura Freeman: Design of Experiments for Reliability Achievement (= Wiley Series in Probability and Statistics). John Wiley & Sons, 2022, ISBN 978-1-119-23769-3, doi:10.1002/9781119237754.

### Veröffentlichungen 2023
- J. C. W. Rayner, G. C. Livingston Jr.: An Introduction to Cochran–Mantel–Haenszel Testing and Nonparametric ANOVA (= Wiley Series in Probability and Statistics). John Wiley & Sons, 2023, ISBN 978-1-119-83198-3, doi:10.1002/9781119832027.